# Championnat du Qatar de football 1999-2000
Navigation
Saison précédente Saison suivante
La saison 1999-2000 du Championnat du Qatar de football est la trente-sixième édition du championnat national de première division au Qatar. Les neuf meilleures équipes du pays sont regroupées au sein d'une poule unique où elles s'affrontent deux fois, à domicile et à l'extérieur. En fin de saison, le dernier du classement dispute un barrage de promotion-relégation et les quatre premiers du classement disputent la Prince Crown Cup, qui offre les places en Coupe d'Asie des clubs champions et en Coupe des clubs champions du golfe Persique. 
C'est le club du Sadd Sports Club qui remporte la compétition, après avoir terminé en tête du classement final, avec quatre points d'avance sur l'Al-Rayyan SC et douze sur Al-Arabi Sports Club. C'est le 9e titre de champion du Qatar de l'histoire du club, qui réalise même le doublé en s'imposant en finale de la Coupe du Qatar face à Al-Rayyan SC.

## Les clubs participants
| - Al-Rayyan SC - Al-Arabi Sports Club - Al Ahly Doha - Al Taawun - Al Ittihad Doha - Qatar SC - Sadd Sports Club - Al Shamal - Al-Wakrah Sports Club |

## Compétition

### Classement
Le classement est établi sur le barème de points classique (victoire à 3 points, match nul à 1, défaite à 0).
| Rang | Équipe                    | Pts | J  | G  | N | P  | Bp | Bc | Diff |
| ---- | ------------------------- | --- | -- | -- | - | -- | -- | -- | ---- |
| 1    | Sadd Sports Club (C)      | 38  | 16 | 12 | 2 | 2  | 36 | 8  | +28  |
| 2    | Al-Rayyan SC              | 34  | 16 | 10 | 4 | 2  | 29 | 14 | +15  |
| 3    | Al-Arabi Sports Club      | 26  | 16 | 7  | 5 | 4  | 36 | 17 | +19  |
| 4    | Al Ittihad Doha           | 23  | 16 | 5  | 8 | 3  | 24 | 15 | +9   |
| 5    | Al Ahly Doha              | 20  | 16 | 5  | 5 | 6  | 17 | 26 | -9   |
| 6    | Al-Wakrah Sports Club (T) | 19  | 16 | 5  | 4 | 7  | 22 | 22 | 0    |
| 7    | Qatar SC                  | 18  | 16 | 4  | 6 | 6  | 14 | 24 | -10  |
| 8    | Al Taawun                 | 16  | 16 | 3  | 7 | 6  | 19 | 23 | -4   |
| 9    | Al Shamal                 | 1   | 16 | 0  | 1 | 15 | 12 | 60 | -48  |

|  | Qualification pour la Prince Crown Cup                           |
|  | Qualification pour la Coupe d'Asie des clubs champions 2000-2001 |
|  | Qualification pour la Coupe des Coupes 2000-2001                 |
|  | Participation au barrage de promotion-relégation                 |
|  | (T) : Tenant du titre (C) : Vainqueur de la Coupe du Qatar       |

### Matchs

#### Barrage de promotion-relégation
Le dernier de la Qatar Stars League affronte le champion de D2 dans un barrage disputé en matchs aller et retour.
| Équipe 1       | Résultat | Équipe 2            | Aller | Retour |
| -------------- | -------- | ------------------- | ----- | ------ |
| Al Shamal (D1) | 2 - 1    | (D2) Al Shabab Doha | 0 - 0 | 2 - 1  |

- Al Shamal se maintient en Qatar Stars League.

### Prince Crown Cup

#### Demi-finales
| Équipe 1         | Résultat | Équipe 2             | Aller  | Retour |
| ---------------- | -------- | -------------------- | ------ | ------ |
| Sadd Sports Club | 1 - 3    | Al Ittihad Doha      | 0 - 2  | 1 - 1  |
| Al-Rayyan SC     | 7 - 4    | Al-Arabi Sports Club | '3 - 1 | 4 - 3  |

#### Finale
| Équipe 1        | Résultat      | Équipe 2     |
| --------------- | ------------- | ------------ |
| Al Ittihad Doha | 0 - 0 9-8 tab | Al-Rayyan SC |

- Al Ittihad Doha se qualifie pour la Coupe des clubs champions du golfe Persique 2001.

## Bilan de la saison
| Championnat du Qatar de football 1999-2000                        |                             |
| Champion                                                          | Sadd Sports Club (9e titre) |
| Coupes et trophées                                                |                             |
| Vainqueur de la Coupe du Qatar 1999-2000                          | Sadd Sports Club            |
| Qualifications continentales                                      |                             |
| Coupe d'Asie des clubs champions 2000-2001                        | Al-Wakrah Sports Club       |
| Coupe des Coupes 2000-2001                                        | Sadd Sports Club            |
| Coupe des clubs champions du golfe Persique 2001                  | Al Ittihad Doha             |
| Promotions et relégations                                         |                             |
| Promus en Qatar Stars League                                      | Aucun                       |
| Relégués en Championnat du Qatar de football de deuxième division | Aucun                       |